# Noah Bowman
Noah Bowman (Calgary, 8 maggio 1992) è uno sciatore freestyle canadese specialista dell'halfpipe.

## Biografia
Bowman ha debuttato in Coppa del Mondo a Les Contamines-Montjoie, in Francia, nel gennaio 2009. Nel 2010 si laurea campione mondiale juniores nell'halfpipe a Cardrona; l'anno successivo disputa i Mondiali di Deer Valley classificandosi undicesimo e nell'edizione di Oslo/Voss 2013 raggiunge la decima posizione.
Rappresenta il Canada alle Olimpiadi di Soči 2014 concludendo al quinto posto nell'halfpipe maschile. Migliora pure la sua prestazione ai campionati mondiali ottenendo il sesto posto a Sierra Nevada 2017. Alle Olimpiadi di Pyeongchang 2018 si piazza nuovamente quinto nell'halfpipe, e un mese dopo vince la sua prima gara di Coppa del Mondo a Tignes. Ai Mondiali di Park City 2019 guadagna la medaglia di bronzo dietro Kevin Rolland ed Aaron Blunck.

## Palmarès

### Mondiali
- 1 medaglia:
  - 1 bronzo (halfpipe a Park City 2019)

### Coppa del Mondo
- Miglior piazzamento in classifica generale: 2º nel 2020
- Miglior piazzamento nella Coppa del Mondo di halfpipe: 3º nel 2018 e nel 2020
- 13 podi:
  - 2 vittorie
  - 5 secondi posti
  - 6 terzi posti

#### Coppa del Mondo - vittorie
| Data             | Luogo         | Paese   | Disciplina |
| ---------------- | ------------- | ------- | ---------- |
| 22 marzo 2018    | Tignes        | Francia | HP         |
| 21 dicembre 2019 | Secret Garden | Cina    | HP         |

Legenda:

HP = halfpipe

### Mondiali juniores
- 1 medaglia: 
  - 1 oro (halfpipe a Cardrona 2010)